# Babelfish
Udtrykket Babelfish stammer oprindelig fra romanen The Hitchhiker's Guide to the Galaxy af Douglas Adams. I romanen beskrives Babelfish som en fisk der, hvis man putter den i øret, ved hjælp af hjernebølger kan oversætte alle universets sprog så de forstås af bæreren.
På grund af denne definition af en "Babelfish" bruges udtrykket ofte i forbindelse med oversættelse mellem to sprog. Dette ses bl.a. på hjemmesiden www.babelfish.org og en oversættelsesservice fra AltaVista.
| Fiktion | Spire Denne artikel om en historie eller noget fiktivt er en spire som bør udbygges. Du er velkommen til at hjælpe Wikipedia ved at udvide den. |